# Movimentismo
Per movimentismo si intende la tendenza politica, soprattutto facente capo alla sinistra extraparlamentare, volta ad investire sui movimenti politici extraparlamentari e/o sulle manifestazioni di piazza.

## Movimentismo cattolico
Nella fine degli anni '50, sotto la guida di Amintore Fanfani, la Democrazia Cristiana stava consolidando una linea politica profondamente riformista, e conseguentemente iniziava quel processo di confronto con il Partito Socialista Italiano, che porterà agli inizi degli anni '60 alla svolta di centro-sinistra. Come diretta conseguenza, la Chiesa avviò una nuova linea strategica, scegliendo di puntare sui movimenti più che sui partiti, fu così che la CISL consolidò il suo consenso tra i lavoratori.

## Movimentismo della sinistra radicale
In seguito all'estromissione delle sinistre dai governi italiani del secondo dopoguerra, esse – incapaci di raggiungere la maggioranza assoluta – sceglieranno di dimostrare la loro popolarità attraverso le manifestazioni di piazza, alimentate dall'attivismo dei militanti socialisti e comunisti.
In seguito alla svolta del centro-sinistra "organico" però, il PSI accettò una linea politica democratico-riformista ed il simbolo del movimentismo rimasero le correnti della "sinistra" del PCI ed i movimenti della sinistra estrema.
In seguito alla crisi del comunismo poi, molti partiti comunisti o comunque dell'area della sinistra radicale, hanno deciso di puntare nuovamente sui movimenti popolari e sulle manifestazioni di piazza, per mantenere un elettorato discreto. Oggi si considerano parte dell'area movimentista partiti quali Sinistra Ecologia Libertà, il Partito della Rifondazione Comunista (in particolare le correnti della sinistra interna), la Federazione dei Verdi, nonché gruppi extra-parlamentari quali i no-global ed i pacifisti.

## Movimentismo della destra
Già dai tempi dell'Msi, i dirigenti della destra -a causa soprattutto della "pregiudiziale anti-fascista" che vigeva nei loro confronti e che impediva di prendere parte non soltanto a governi regolari, ma anche a governi straordinari (per es. ai governi di "unità nazionale")- incominciarono a sviluppare in maniera sempre più irruente il loro consenso attraverso manifestazioni e cortei di piazza. Tale politica raggiunse il suo apice tra il 1992 ed il 1994, quando cioè, nel ben mezzo delle vicende di "Tangentopoli", i missini espressero con la massima evidenza tutto il disprezzo nei confronti dei tradizionali partiti del pentapartito di centro-sinistra (Dc, Psi, Psdi, Pri, Pli)
In seguito alle elezioni politiche del 1994, che legittimarono il Msi a stare al governo (era la prima volta che un partito "post-fascista" assumeva incarichi ministeriali), nell'evidente scopo di presentarsi non più come post-fascisti di impronta almirantiana ma di pura destra conservatrice, il Msi (che nel frattempo cambia nome in Alleanza Nazionale), dà un deciso freno al suo movimentismo per oltre un decennio.
In seguito alle elezioni politiche del 2006 però, che hanno visto An passare all'opposizione in seguito a cinque anni di governo (governi Berlusconi II e III), il principale partito della destra italiana si è fatto ispiratore di una serie di manifestazioni di piazza contro provvedimenti governativi che ritengono ingiusti.
Anche la Lega Nord, fin dalla sua nascita sviluppò una politica movimentista di protesta nei confronti dei governi nazionali giudicati troppo oppressivi (famoso lo slogan "Roma ladrona") e dei tradizionali partiti di governo.
I leghisti si fecero promotori di imponenti manifestazioni di piazza indipendentiste e xenofobe per rivendicare l'indipendenza della Padania da una Italia troppo centralizzata e troppo assistenzialista verso il Sud. 
Seppur in maniera molto più contenuta rispetto ai primi anni '90, la Lega Nord continua tutt'oggi a perseguire una linea politica movimentista e populista, con il costante obiettivo di pervenire al "federalismo".

## Casi di convergenza occasionale
L'appello alla piazza può provocare convergenze episodiche dei diversi filoni movimentisti, in un unico luogo fisico ovvero in un unico evento.

Durante "Tangentopoli", ad esempio, il clima di avversione alla maggioranza di governo fece sì che i leghisti (insieme ai missini ed a molti comunisti) esprimessero con la massima evidenza tutto il disprezzo nei confronti dei tradizionali partiti della coalizione. Ciò avvenne in particolare nei confronti del leader socialista Bettino Craxi: il disprezzo nei suoi confronti raggiunse il suo apice nelle contestazioni avanti all'Hotel Raphael, in largo Febo a Roma, provocate da dichiarazioni separate di esponenti missini, leghisti ed ex-comunisti.